# أحمد الخلف
أحمد الخلف (26 أكتوبر 1980 - ) مخرج سينمائي كويتي. أستاذ مادة التلفزيون في المعهد العالي للفنون المسرحية بدولة الكويت.

## تعليمه
حاصل على شهادة الماجستير في الإخراج السينمائي والتلفزيوني من جامعة برستل إنجلترا عام 2008 . ويعمل مدرسا في قسم التمثيل والاخراج بالمعهد العالي للفنون المسرحية. 

## حياته
أخرج وأنتج أول فيلم سينمائي روائي طويل في عام 2014 وكان بعنوان «كان رفيجي» عُرض في دور السينما الكويتية وفي دور السينما الخليجية لمدة 6 أسابيع وحقق نجاح كبير . وتم إختياره للمشاركة الرسمية في مهرجان القاهرة السينمائي الدولي الـ36 ضمن مسابقة أفاق السينما العربية. وفي عام 2016 أخرج ثاني فيلم روائي طويل له بعنوان «عتيج» وعرض في دور السينما الكويتية والخليجية وشارك فمرة أخرى في مهرجان القاهرة السينمائي الدولي الدورة 38 ومهرجان الخليج السينمائي الثالث في أبوظبي حيث تم تكريمه وإختياره شخصية الكويت السينمائية لعام 2016. وهو عضو لجنة رقابة الأفلام السينمائية في وزارة الإعلام بدولة الكويت منذ 2012، وشارك كعضو لجنة تحكيم في العديد من المهرجانات السينمائية والمسرحية منها مهرجان الشباب المسرحي السادس و مهرجان عبدالمحسن الخرافي للإبداع المسرحي ومحكما في مهرجان النادي الإعلامي السينمائي الأول للأفلام القصيرة بدولة الكويت ومسابقة الكويت لأفضل فيديو وطني قصير، ومحكماً في مهرجان الكويت للمسرح الأكاديمي.
شارك في إخراج 18 أغنية مصوره و16 فيلم وثائقي و22 إعلان تلفزيوني مع المخرج يعرب بورحمه من عام 2002 حتى 2006. أخرج أغنية قضى عمري للفنانة نوال الكويتية في 2018 ولاقت نجاحا كبيرا، صورها في تركيا بمشاركة الفنانة فرح الصراف . كما أخرج أنشودة دع الأيام عام 2017 وغناها كل من نوال الكويتية والفنان عبدالله الرويشد والملحن مشعل العروج بطولة النجم خالد البريكي.
في عام 2019 أخرج وأشرف على إنتاج 3 أغنيات مصوره للفنانة نوال الكويتية في تركيا من ألبوم الحنين ، أغنية مكانك مبين ، أغنية الراية البيضاء ، أغنية على الأقل. كما أخرج حفل أمسية الحنين على مسرح دار الأوبرا في مركز جابر الأحمد الثقافي وهي تعد أول حفل غنائي في الخليج يصاحبه إستعراض راقص. مما فتح آفاق جديده ونقله نوعيه لشكل الحفلات الغنائيه في المتطقة.
```
 
[
5
]
[
6
]
```

## أعماله

### الإخراج - أفلام
- عتيج -2016
- كان رفيجي 2014
- أمل 2013
- صفحات ديمرقراطية 2012
- صفحات ديموقراطية 2011
- سلام 2010
- شاي الضحى 2010
- هارموني 2010

## جوائز
حاصل على جائزة الدولة التشجيعيه مرتين في مجال الإخراج السينمائي بدولة الكويت سنة 2011 عن فيلم هارموني و 2015 عن فيلم كان رفيجي وعلى 3 جوائز دولية من 3 مهرجانات سينمائية في بريطانيا. تم اختياره كشخصية الكويت السينمائية المكرمة في المهرجان السينمائي لدول مجلس التعاون الخليجي عام 2016

## روابط خارجية
- أحمد الخلف على موقع IMDb (الإنجليزية)
- أحمد الخلف على موقع قاعدة بيانات الأفلام العربية